# Boris Onishchenko
Borys Hryhorovyč Onyščenko - em ucraniano, Борис Григорович e em russo, Борис Григорьевич Онищенко (Bereznjaky, 19 de setembro de 1937) é um ex-esgrimista soviético.
Ucraniano de nascimento, competiu nos Jogos Olímpicos de 1968, 1972 e 1976 pela extinta União Soviética.

## Fraude
Em 1976, nos jogos de Montreal, quando fazia parte a equipe do pentatlo moderno, descobriu-se um dispositivo eletrônico na espada de Borys, fazendo que, quando acionado, marcasse o ponto, mesmo quando esse não acontecia. Borys e a sua equipe foram desclassificados.